# 胡建文
胡建文（1965年8月—），湖南临武人，汉族，中华人民共和国政治人物、第十二届全国人民代表大会湖南地区代表。
毕业于湖南省粮食学校粮油储藏与检验专业。1993年4月加入中国共产党，1999年任湖南临武舜华鸭业有限公司总经理。2008年起担任全国人大代表。2013年，担任全国人大代表。2018年2月24日，当选为第十三届全国人大代表。
2024年2月27日，湖南省人大常委会决定罢免胡建文的第十四届全国人民代表大会代表职务。